# България на летните олимпийски игри 1952
България участва на Летните олимпийски игри 1952 в Хелзинки, Финландия. Страната се завръща отново на олимпийски игри след като пропуска Летните олимпийски игри 1948.

## Медалисти
- Борис Николов – Бронз в Бокс, Средна категория. Това е първият олимпийски медал за България.

## Резултати от събитията

### Баскетбол

#### Мъже
- Квалификационен кръг (Група А)

- победа над Швейцария (69 – 58)
- победа над Куба (62 – 56)

- Главен кръг (Група B)

- загуба от Съветски съюз (46 – 74)
- победа над Мексико (52 – 44)
- победа над Финландия (65 – 64)

- Финален кръг (Група B)

- загуба от Аржентина (56 – 100)
- Загуба от Уругвай (54 – 62)
- Победа над Франция (67 – 58)

- Мачове за разпределение на местата

- 5 – 8-о място: загуба от Чили (53 – 60)
- 7 – 8-о място: победа над Франция (58 – 44) → Седмо място

### Колоездене

#### Състезания на път
Индивидуално трасе за мъже (190.4 km)
- Петър Георгиев – 5:24:34.0 (→ 46-о място)
- Боян Коцев – не завършва (→ без класиране)
- Илия Велчев – не завършва (→ без класиране)
- Милчо Росев – не завършва (→ без класиране)